# Scutellinia kerguelensis
Scutellinia kerguelensis är en svampart som först beskrevs av Miles Joseph Berkeley, och fick sitt nu gällande namn av Carl Ernst Otto Kuntze 1891. Scutellinia kerguelensis ingår i släktet Scutellinia och familjen Pyronemataceae.  Arten är reproducerande i Sverige. Inga underarter finns listade i Catalogue of Life.